# Eurya hebeclados
Eurya hebeclados là một loài thực vật có hoa trong họ Pentaphylacaceae. Loài này được Ling mô tả khoa học đầu tiên năm 1951.